# 김동한 (건설기술인)

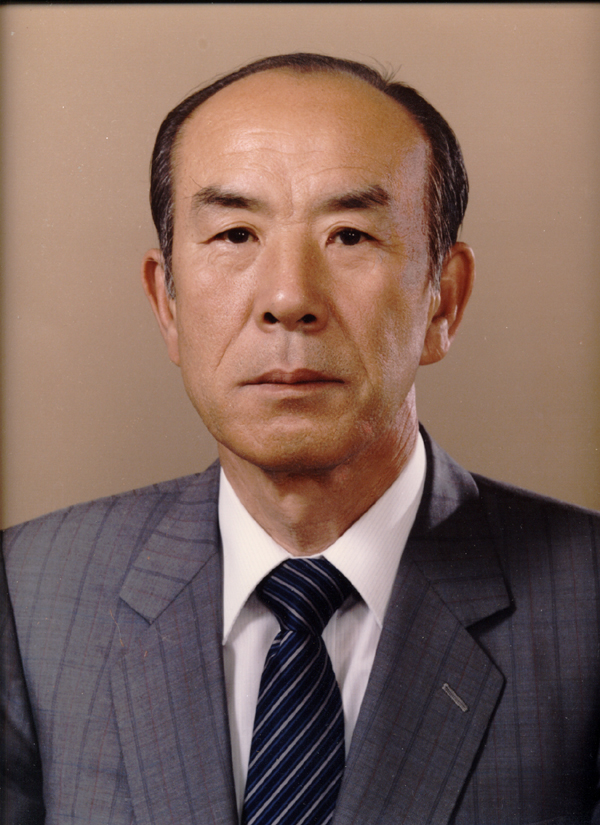

김동한(金東漢 1923년 8월 23일 ~ 2010년 9월 24일)은 대한토목학회 회장을 역임한 건설기술인이다.

## 학력
- 1942 진주중학교 졸업
- 1943 경성제국대학 예과(이과갑류) 입학
- 1945 경성제국대학 이공학부 토목공학과 입학
- 1948 서울대학교 공과대학 토목공학과 졸업
- 1957 ~1958 미국 국무성 초청으로 미국 토목기관 연수

## 경력
- 1948 서울대학교 토목공학과 교수 조무원
- 1952 한양대학교 전임강사
- 1960 경상남도 건설과장
- 1961 충청남도 건설국장
- 1962~1971 건설부 영남국토건설국장, 항만시설국장 등 6개국 국장 및 국립건설연구소장 역임
- 1971~1978 한국도로공사 기술이사
- 1979~1983 한국종합기술공사 부사장
- 1984~1985 대한토목학회 제22대 회장
- 1987~1991 한국건설기술인협회 초대, 2대 회장
- 1992 한국건설기술인협회 명예회장

## 생애
본관은 선산(일선)김씨이며, 조선 초기 성리학의 대가 문강공(文康公) 강호 김숙자(江湖 金叔滋) 선생의 18대손으로 경남 거창군 남상면 대산리에서 태어났다. 어려서 구한말 혜민원 참서관을 지낸 조부 외암공 김진채로부터 한학을 배웠으며 진주중학교 시절 유도 초단의 무술 실력을 가진 문학 소년이었다. 진주중학교를 수석 졸업한 뒤 경성제국대학 예과(이과갑류) 입학, 이공학부 토목공학과를 졸업했다.
내무부 건설국에서 첫 직장 생활을 시작한 뒤 건설부 항만시설국장 등 6개국의 국장과 국립건설연구소장, 한국도로공사 기술이사, 한국종합기술공사 부사장 등을 역임하면서 울산공업단지, 남강댐, 인천항 제2선거(船渠), 영동동해고속도로, 구마고속도로 건설 등에 중추적 역할을 했다. 1963년 제1회 기술사 시험에 합격하여 기술사 면허를 취득했고, 기술사 및 기술고등고시 시험위원으로 활약했다.
대한토목학회 회장, 한국건설기술인협회 초대 및 2대 회장을 역임한 뒤 대한토목학회의 한국토목사편찬위원장(1994~2001)을 맡았다. 2,600페이지에 달하는 방대한 한국 토목사를 편찬하면서 고대부터 한일합방까지는 직접 집필했다.
1983년 이우성(전 성균관대학교 대학원장), 고병익(전 서울대학교 총장), 조순(전 서울특별시장), 이용태(전 삼보컴퓨터 회장) 등 한학에 소양이 깊은 지인들과 한시 모임 ‘난사(蘭社)’를 결성, 한시집 <난사(1~4권)>를 발간했다.
또한 고향 거창에서 조부에 의해 시작된 일원정석채례(정몽주, 길재, 김숙자, 김종직, 김굉필, 정여창, 조광조의 7현을 추모하여 향사를 지냄)를 비롯해 강신계, 이이계 등 친목 모임을 주도하였고, 유네스코 세계문화유산인 병산서원, 도동서원을 비롯한 많은 서원의 향사에 헌관 또는 집례로 참여했다.

## 저서
- <일선세덕록>
- <현주산필>
- <(속)현주산필>
- <현주집>